# Traversa (Gravedona)
Traversa è una frazione del comune comasco di Gravedona posta in altura a nordovest del centro abitato.

## Storia
La località era un piccolo villaggio agricolo di antica origine della Pieve di Gravedona.
Traversa fu annessa dapprima a Dosso del Liro e poi a Gravedona su ordine di Napoleone, ma gli austriaci annullarono la decisione al loro ritorno nel 1815 con il Regno Lombardo-Veneto.
Dopo l'unità d'Italia, il paese non diede segni di crescita demografica. Fu il fascismo a decidere la soppressione del comune unendolo definitivamente a Gravedona.
Nella chiesa di S. Martino é conservato un organo realizzato nel 1782 da Antonio Colombi di Gottro di Carlazzo. Si tratta dell'unico strumento ad oggi conosciuto di questo organaro.